# Teddy Bertin
Pour les articles homonymes, voir Bertin.
Teddy Bertin est un footballeur français né le 6 août 1969 à Flixecourt. Il joue au poste de défenseur devenu entraîneur.

## Biographie
Capitaine du RC Strasbourg au début de la saison 2000-2001, il perd le brassard après l'arrivée au club de José Luis Chilavert, un transfert qui n'est pas apprécié par le vestiaire strasbourgeois qui soutient le gardien initialement titulaire, Thierry Debès. Deux explications sont avancées. La première est un refus de Bertin de saluer Chilavert lors de son arrivée, la deuxième étant une rivalité entre les deux joueurs sur les coups de pied arrêtés, frappés initialement par Bertin mais que Chivalert revendique de tirer.
Il est connu pour la puissance de ses coups francs qui lui permettent de marquer des buts malgré son poste de défenseur.
Après une carrière de joueur professionnel, il décide de préparer les diplômes d'entraîneur de la FFF tout en jouant dans le club amateur de l'AC Amiens, après être passé dans un club de DH, l'AS Cozes.
Il signe en début de saison 2011-2012 avec l'Eu FC, club qui vient de monter de DH en CFA 2.
Il devient en juillet 2012 le nouvel entraîneur de l'Amicale Mixte des Neiges, club basé au Havre, tout juste monté de DH en CFA 2.
À l'été 2013, il devient entraîneur de l'ES Harondel, club d'Interdistrict de la Somme, avant de quitter le club fin novembre pour être l'entraîneur de l'équipe des moins de 19 ans de l'Amiens SC.
En juin 2019, il devient entraîneur de l'ACBB,.
En avril 2021 il devient l'entraîneur de l'Olympique Saint-Quentin (National 2), mais n'y reste qu'une année.

## Palmarès
- Vainqueur de la Coupe de France 2000-2001 avec le Racing Club de Strasbourg
- Finaliste de la Coupe de France 2003-2004 avec La Berrichonne de Châteauroux
- Finaliste du Trophée des champions en 2001 avec le Racing Club de Strasbourg
- Vainqueur de la Coupe du Centre Ouest en 2008 avec l'AS Cozes

## Statistiques
| Saison      | Club                   | Pays   | Championnat        | Championnat | Championnat | Coupe d'Europe | Coupe d'Europe | Coupe d'Europe |
| Saison      | Club                   | Pays   | Division           | Matchs      | Buts        | Type           |                |                |
| ----------- | ---------------------- | ------ | ------------------ | ----------- | ----------- | -------------- | -------------- | -------------- |
| Saison      | Club                   | Pays   | Division           | Matchs      | Buts        | Type           | Matchs         | Buts           |
| 1990 - 1991 | Amiens SC              | France | Division 3         | -           | -           | -              | -              | -              |
| 1991 - 1992 | Le Havre AC            | France | Division 1         | 18          | 1           | -              | -              | -              |
| 1992 - 1993 | Le Havre AC            | France | Division 1         | 26          | 2           | -              | -              | -              |
| 1993 - 1994 | Le Havre AC            | France | Division 1         | 36          | 4           | -              | -              | -              |
| 1994 - 1995 | Le Havre AC            | France | Division 1         | 36          | 0           | -              | -              | -              |
| 1995 - 1996 | Le Havre AC            | France | Division 1         | 35          | 4           | -              | -              | -              |
| 1996 - 1997 | Le Havre AC            | France | Division 1         | 36          | 7           | -              | -              | -              |
| 1997 - 1998 | Olympique de Marseille | France | Division 1         | 21          | 0           | -              | -              | -              |
| 1998 - 1999 | RC Strasbourg          | France | Division 1         | 34          | 8           | -              | -              | -              |
| 1999 - 2000 | RC Strasbourg          | France | Division 1         | 34          | 4           | -              | -              | -              |
| 2000 - 2001 | RC Strasbourg          | France | Division 1         | 34          | 5           | -              | -              | -              |
| 2001 - 2002 | RC Strasbourg          | France | Ligue 2            | 38          | 4           | C3             | 2              | 0              |
| 2002 - 2003 | RC Strasbourg          | France | Ligue 1            | 12          | 2           | -              | -              | -              |
| 2003 - 2004 | LB Châteauroux         | France | Ligue 2            | 37          | 4           | -              | -              | -              |
| 2004 - 2005 | LB Châteauroux         | France | Ligue 2            | 37          | 7           | C3             | 2              | 0              |
| 2005 - 2006 | LB Châteauroux         | France | Ligue 2            | 30          | 5           | -              | -              | -              |
| 2006 - 2007 | LB Châteauroux         | France | Ligue 2            | 33          | 3           | -              | -              | -              |
| 2007 - 2009 | AS Cozes               | France | Division d'Honneur | -           | -           | -              | -              | -              |
| 2009 - 2011 | AC Amiens              | France | CFA 2              | -           | -           | -              | -              | -              |
| 2011 - 2012 | Eu FC                  | France | CFA 2              | -           | -           | -              | -              | -              |

Dernière mise à jour le 4 aout 2011